# 벤조싸이오펜
벤조싸이오펜(영어: benzothiophene)은 벤젠 고리와 싸이오펜 고리가 융합된 두 개의 고리 구조를 특징으로 하는 분자식이 C8H6S인 방향족 유기 화합물이다. 벤조싸이오펜은 나프탈렌과 비슷한 냄새가 난다. 벤조싸이오펜은 갈탄 타르와 같은 석유 관련 침전물의 구성 성분으로 자연적으로 생성된다. 벤조싸이오펜은 가정용으로 사용되지 않는다. 벤조싸이오펜은 벤조[b]싸이오펜(영어: benzo[b]thiophene)으로도 알려져 있으며, 이성질체로 벤조[c]싸이오펜이 있다.
벤조싸이오펜은 일반적으로 생체활성 구조를 가지고 있는 보다 큰 분자의 합성을 위한 출발 물질로 사용되는 것으로 밝혀졌다. 벤조싸이오펜은 랄록시펜, 질루톤, 세르타코나졸, 베노사이클리딘과 같은 약물들의 화학 구조 내에서 발견된다. 벤조싸이오펜은 또한 싸이오인디고와 같은 염료의 제조에도 사용된다.

## 같이 보기
- 벤조[c]싸이오펜
- 헤테로고리 화합물
- 방향족 화합물